# Per Pedersen (cykelrytter)
 For alternative betydninger, se Per Pedersen. (Se også artikler, som begynder med Per Pedersen)
Per Pedersen (født 5. april 1964 i Vestervig) er en pensioneret cykelrytter fra Danmark. Han kørte som professionel fra 1986 til 1993. Han deltog fire gange i Tour de France (1989, 1991, 1992 og 1993). I dag driver han en cykelforretning ved Herning.

## Teams
- 1986: R.M.O. (Frankrig)
- 1987: R.M.O (Frankrig)
- 1988: R.M.O. (Frankrig)
- 1989: R.M.O. (Frankrig)
- 1990: R.M.O. (Frankrig)
- 1991: Amaya Seguros (Spanien)
- 1991: Varta – Elk – Nö (Østrig, fra 12 Juni – 16 Juni)
- 1992: Amaya Seguros (Spanien)
- 1993: Amaya Seguros (Spanien)